# Coris aurilineata
Coris aurilineata är en fiskart som beskrevs av Randall och Kuiter 1982. Coris aurilineata ingår i släktet Coris och familjen läppfiskar. IUCN kategoriserar arten globalt som livskraftig. Inga underarter finns listade i Catalogue of Life.